# Rielaborazione dello stato patrimoniale
Per la rielaborazione dello stato patrimoniale si utilizza il criterio finanziario. Con il criterio finanziario, gli impieghi vengono riclassificati secondo il loro grado di liquidità. Lo schema viene organizzato partendo dai mezzi più liquidi per arrivare a quelli meno liquidi. Gli impieghi si distinguono in attivo corrente e attivo immobilizzato.
L'attivo corrente è composto dall'insieme degli elementi del patrimonio che possono trasformarsi in mezzi liquidi entro i 12 mesi successivi alla chiusura del bilancio.
Le attività a breve si dividono in base a un grado decrescente di liquidità, in:
- Disponibilità liquide: valori in cassa, c/c attivi bancari/postali, assegni e cambiali;
- Disponibilità finanziarie: crediti verso clienti;
- Altre disponibilità: partecipazioni, ratei, risconti;
- Rimanenze: materie prime, sussidiarie e di consumo, prodotti in corso di elaborazione, semilavorati, prodotti finiti e merci, gli acconti corrisposti ai fornitori con segno positivo e gli acconti ricevuti dai clienti con segno negativo.

L'attivo immobilizzato è composto dall'insieme degli elementi del patrimonio che si trasformano in mezzi liquidi in modo graduale. Sono elementi di utilizzo durevole e rimangono a disposizione dell'impresa per più esercizi.
L'attivo immobilizzato si divide  in:
- immobilizzazioni immateriali: beni immateriali, costi pluriennali, avviamento, disaggi di emissione e quote di risconti con competenza pluriennale;
- immobilizzazioni materiali: beni utilizzati per svolgere l'attività produttiva;
- immobilizzazioni finanziari: finanziamenti concessi a terzi, partecipazioni azionarie e altri titoli.

Le fonti vengono riclassificate secondo il grado di esigibilità. Con questo criterio, le fonti si dividono in:
- passività correnti: fonti con scadenza a breve termine;
- passività consolidate: fonti con capitale di debito che hanno scadenza superiore a 12 mesi;
- patrimonio netto: se non si tiene conto della delibera, l'utile viene inserito sotto questa voce.
- capitale proprio: se si tiene conto della delibera, l'utile viene diviso in due parti la prima incrementa il capitale proprio, l'altra viene destinata agli azionisti e verrà pagata sotto forma di dividendi.